# Laneuveville-en-Saulnois
Laneuveville-en-Saulnois je francouzská obec v departementu Moselle v regionu Grand Est. V roce 2014 zde žilo 288 obyvatel.

## Poloha
Sousední obce jsou: Amelécourt, Donjeux, Fonteny, Fresnes-en-Saulnois, Oriocourt a Viviers.

## Vývoj počtu obyvatel
Počet obyvatel